# 宮城県道193号渡波停車場線

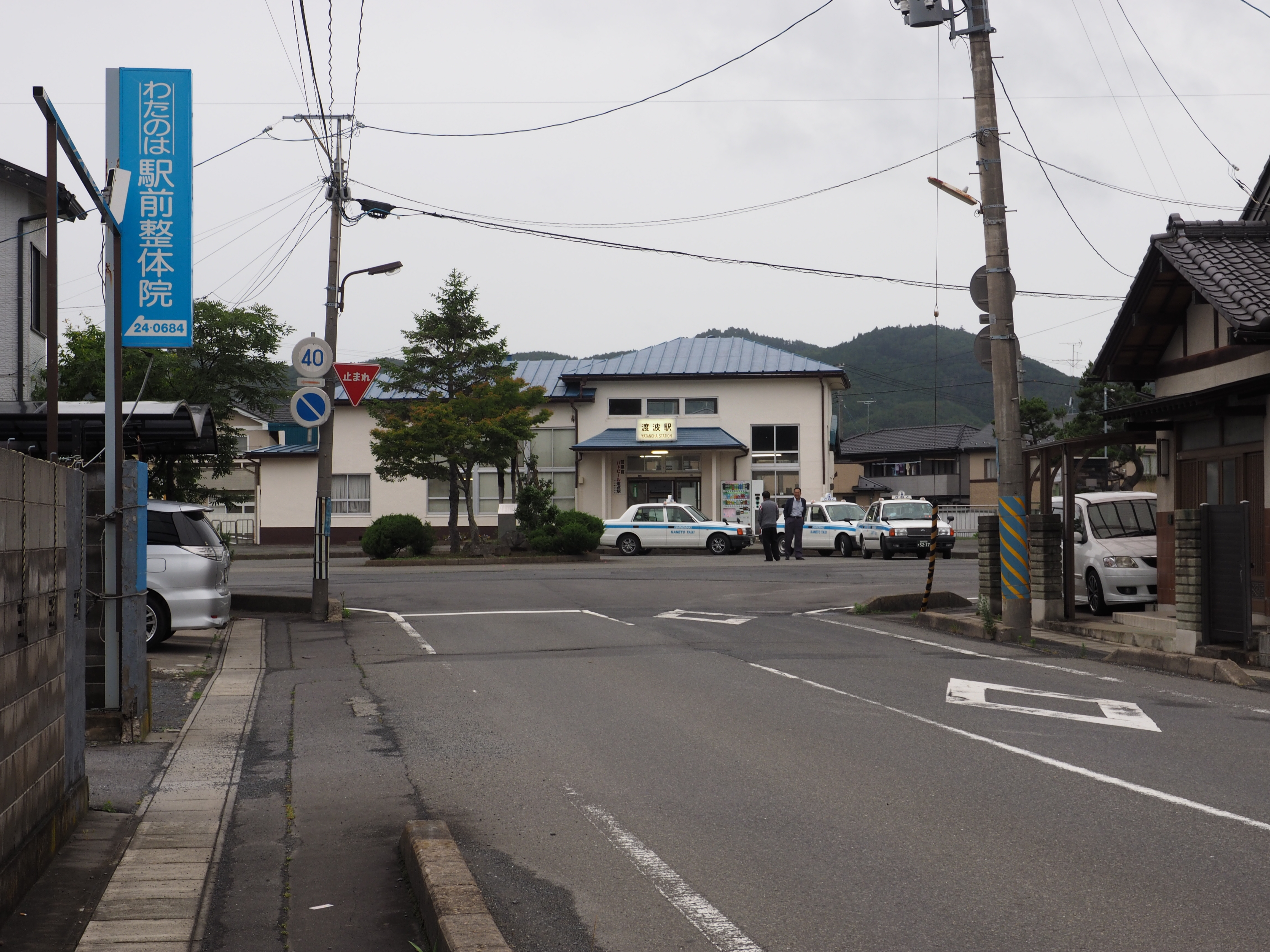
県道193号と渡波駅（2015年6月）

宮城県道193号渡波停車場線（みやぎけんどう193ごう わたのはていしゃじょうせん）は、宮城県石巻市のJR石巻線渡波駅から国道398号交点に至る一般県道である。

## 概要

### 路線データ
- 起点：渡波駅
- 終点：宮城県石巻市渡波町
- 路線延長：0.0970 km（実延長）

## 地理

### 通過する自治体
- 宮城県
石巻市

### 交差する道路
- 国道398号
- 宮城県道2号石巻鮎川線